# Canal de Uraga

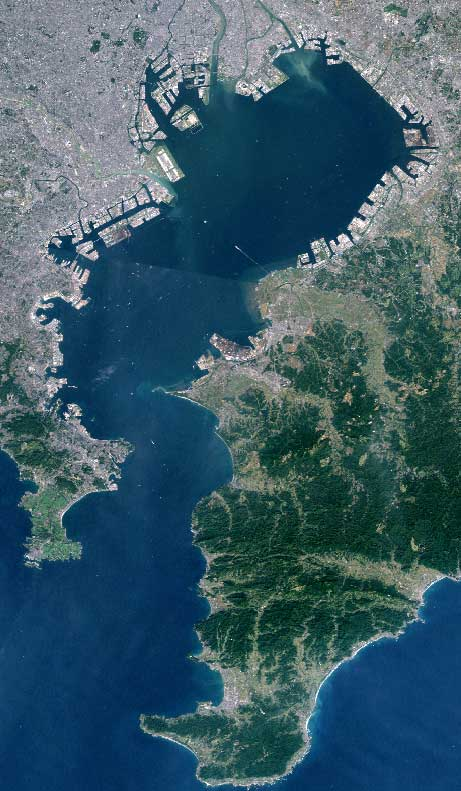
Baía de Tóquio, foto de satélite.

O Canal de Uraga (浦賀水道 Uraga-suido) é um canal que liga a baía de Tóquio ao Golfo de Sagami. É um importante canal para o tráfico marítimo entre Tóquio, Yokohama e Chiba com o Oceano Pacífico.

## Geografia

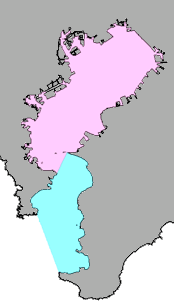
O canal de Uraga na área marcada de azul. A baía de Tóquio, em sentido restrito, é a área marcada de rosa; e a baía de Tóquio, de uma forma ampla, seria ambas as áreas juntas, a rosa e a azul.

O canal de Uraga se encontra no extremo sul da baía de Tóquio (antes de 1868, era conhecida como baía de Edo).
A baía de Tóquio está cercada pela Península de Bōsō (Província de Chiba) a leste e a Península de Miura (Kanagawa) a oeste. Em sentido restrito, a baía de Tóquio é a área ao norte da linha reta formada desde o Cabo Kannon (観音崎, Kannon-zaki) na Península de Miura em um extremo e o Cabo Futtsu (富津岬, Futtsu-misaki) na Península de Bōsō no outro extremo. Esta área abrange cerca de 922 km ². A baía de Tóquio, em um sentido mais amplo, seria entendida como incluindo o canal de Uraga, desse modo a área total da baía seria, então, 1.320 km ².
A cidade de Uraga está localizada no extremo norte do canal na península de Miura. Devido à sua localização estratégica na entrada da baía de Edo, Uraga tem sido muitas vezes o primeiro ponto de contato entre os navios estrangeiros que visitam a  baía e o Japão.
Em seu ponto mais estreito, entre o cabo Kannon e Futtsu, o canal tem 6 km de largura. Durante o período Edo, foi protegida contra navios estrangeiros por doze baterias de artilharia localizadas nas penínsulas de Bōsō e de Miura.

## História

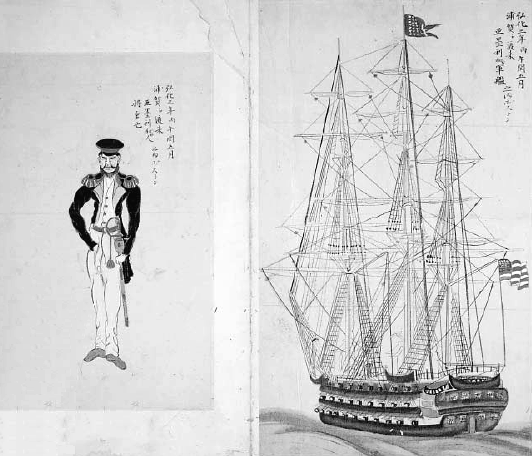
O U.S.S. Vincennesno e um tripulante americano não identificado na baía de Tóquio (então conhecida como baía Edo). O trabalho foi criado por um artista japonês do período.

Em 1846, o Capitão James Biddle da Marinha dos Estados Unidos, ancorou dois navios de guerra, o U.S.S. Columbus e o U.S.S. Vincennesno, no canal de Uraga, no delta da baía de Tóquio. Este foi um primeiro passo no que acabou por ser um esforço inútil para uma relação comercial aberta entre Japão e Estados Unidos.
Em 14 de julho de 1853, a esquadra do Comodoro Perry, que os japoneses chamavam de barcos negros, ancorou  perto de Uraga, em Kurihama (na atual Yokosuka, em Kanagawa) na foz do canal. Quando a esquadra de Perry retornou em 1854, os navios contornaram Uraga ancorando próximo de Edo, em Kanagawa, um lugar agora ocupado pela cidade de Yokohama.